# Singing Bird
『Singing Bird』（シンギング・バード）は、日本の音楽ユニット・B'zのボーカリスト・稲葉浩志の5作目のオリジナル・アルバム。2014年5月21日にVERMILLION RECORDSから発売された。

## 概要
前作『Hadou』から約3年9か月ぶりとなるオリジナルアルバム。
本作には、稲葉のソロ活動始動時から先行配信されていた「念書」「泣きながら」「Stay Free」の他、テレビCMとして全国放送されていた「oh my love」など12曲を収録。初回限定盤には、「oh my love」「念書」「泣きながら」「Stay Free」の4曲のミュージック・ビデオを収録したDVDが付属されている。
タイトルである『Singing Bird』について稲葉は、「作業をしてる時間帯は午前中が多かったから、単純に『そういえば、いつも鳥が鳴いてたな』と思って（笑）。散歩してるときもそうだし、海に行ってるときもそうなんですけど、そういう時間に思いついた言葉を書きとめていたんですよね」「鳥の鳴き声って求愛だったり、仲間に危険を知らせる行動でもあるんですよね。だから自分の歌も、誰かにとって意味のあるものになればいいなと、思いをこめた」と語っている。
本作に収録されている楽曲のほとんどは、音楽用語でいうところの詞先（歌詞が先にあり、それにメロディを付ける楽曲制作法）で制作されており、今までとは作風を変えている。
編曲は前作『Hadou』に引き続き稲葉と寺地秀行が中心になっているが、本作では前々作『Peace Of Mind』以来、徳永暁人（doa）が編曲およびベースで参加している。

## 記録
オリコン調べでは、2014年6月2日付週間アルバムランキング首位に初登場した。ソロでのアルバムの首位は、1作目『マグマ』（1997年1月発売）から5作連続。男性ソロアーティストによる1stから5作連続アルバム首位は、1993年1月18日付で氷室京介が記録して以来21年4か月ぶり。

## 収録曲
CD
1. ジミーの朝 (3:24)
  - タイトルにある「ジミー」とは、稲葉がサーフィンをしているときに海で出会った実在の人物のこと。一度病気になって手術して以来ペースメーカーを付けて生活している。後に回復し、海に度々訪れサーフィンをしているという。そのジミーが「ひとりになるのは嫌だ」と語っていたのを聞いた稲葉は、「ジミーの陽気な感じと本気で怖がっている感じのギャップが印象的だった」と感じ、詞を一気に書き上げた。ちなみに、本楽曲についてはジミーには無断だという。

2. oh my love (4:33)
  - オリンパス製カメラ『OM-D E-M10』の「Hand in hand」篇CMソング。カメラのレンズを通し父と子のふれあいや絆を描いたストーリーに合わせて、稲葉がCMのために書き下ろした楽曲。
  - 2014年5月23日放送のテレビ朝日系『ミュージックステーション』にソロとしては約10年ぶりに出演し、本曲を披露した。

3. Cross Creek (3:19)
4. Golden Road (4:12)
  - ハードロック調の楽曲。
  - 生音がメインの本作において、打ち込みを多用している楽曲。歌詞のシチュエーションは、稲葉がイチョウの並木道を歩いたのがきっかけ。銀杏の匂いと、イチョウの落ち葉の圧倒的な金色のイメージが印象に残っていたという。
  - また歌詞の内容は、とあるファンレターに書かれてあった『無理していいんですよ』という言葉である。稲葉によると、「普通は『無理しないでください』と書くのに、自分の性格を分かっているからなのか『無理しないでって言われても、稲葉さんはやりたいんですよね』と書いてあるのを見て、その言葉がうれしくて一人で感動して、そこからスタートして作った。」と語っている。

5. 泣きながら (4:28)
  - 2014年3月26日に配信限定シングルとして発売された楽曲。
  - ボーカル、ピアノ、オーケストラで構成されたバラード。

6. Stay Free (4:09)
  - 2014年4月23日に配信限定シングルとして発売された楽曲。
  - ルーツ・ロック調の楽曲。

7. Bicycle Girl (3:43)
8. 孤独のススメ (4:02)
9. 友よ (4:59)
10. photograph (5:14)
  - 『Koshi Inaba LIVE 2014 〜en-ball〜』では、本作の中で、唯一この曲だけが演奏されなかったが、『Koshi Inaba LIVE 2016 〜enIII〜』で初演奏となった。

11. ルート53 (4:58)
  - 本作で最初に制作された曲。タイトルは、岡山県を走る国道53号を意味している。稲葉は年に何回か地元の岡山県津山市に帰郷しており、その時感じたことを歌詞にしている。稲葉によると「津山からどこかに行くにしてもその道（国道53号）しかないんですよ。どこかに出て行ったり、帰ってきたり、その出入り口の象徴としてこの道を選びました」とのこと。歌詞中の「おじいちゃんが骨折した」というくだりは、実話に基づいている。

12. 念書 (3:15)
  - 2014年2月26日に配信限定シングルとして発売された楽曲。
  - ハードロック調の楽曲で、「後悔することなく自分の生き方を貫く」という決意を歌っている。

DVD（初回限定盤のみ）
以下の楽曲のミュージック・ビデオを収録。
1. oh my love
  - 監督：大久保拓朗。

2. 泣きながら
  - 監督：関綾乃

3. Stay Free
  - 監督：大先琢磨
  - 高速道路をバイクで走る稲葉の姿で構成される。

4. 念書
  - 監督：新宮良平
  - モデルのNANAが出演。

## タイアップ
- オリンパス「OM-D E-M10」CMソング(#2)

## 参加ミュージシャン
- 稲葉浩志：ボーカル、全曲作詞・作曲・編曲、ギター(#1.3)、アコースティックギター(#9)、エレキシタール・ジャンベ(#1)、ブルースハープ(#11.12)
- 寺地秀行：編曲(#1-5.7.9-12)
- 徳永暁人 (doa)：編曲(#6.8)、ベース(#3.4.6.8.10.12)
- 大賀好修 (Sensation)：ギター(#2.4.6.10.12)
- ラファエル・モレイラ：ギター(#3.7.8)
- ヨギ・ロニチ：エレキギター(#9)、アコースティックギター(#9)、ギター(#11)
- 種子田健：ベース(#2.11)
- コリー・マコーミック：ベース(#7)
- 納浩一：ベース(#9)
- SATOKO (FUZZY CONTROL)：ドラム(#2)
- シェーン・ガラース：ドラム(#3.4.6-8.10.12)
- 山木秀夫：ドラム(#9.11)
- 小野塚晃 (DIMENSION)：ピアノ・オルガン(#2.11)、ピアノ(#5.12)、オルガン(#6)
- 山本拓夫：フルート(#1.4.5)
- 諸岡由美子：チェロ(#1)
- 石川寛子 with Lime Ladies Orchestra：ストリングス(#5.9.11)